# Saint-Exupéry-les-Roches
Saint-Exupéry-les-Roches település Franciaországban, Corrèze megyében. Lakosainak száma 592 fő (2022. január 1.). Saint-Exupéry-les-Roches Chirac-Bellevue, Mestes, Saint-Bonnet-près-Bort, Saint-Étienne-aux-Clos, Saint-Fréjoux, Saint-Victour, Ussel és Veyrières községekkel határos.

## Népesség
A település népessége az elmúlt években az alábbi módon változott:
| Lakosok száma | 564  | 474  | 515  | 525  | 575  | 585  | 596  | 594  | 593  | 592  |
|               | 1968 | 1982 | 1990 | 2006 | 2013 | 2015 | 2017 | 2019 | 2020 | 2022 |